# Мохамед Наджи Отари
Мохамед Наджи ал-Отари е бивш сирийски политик, министър-председател на Сирия.
Завършва машиностроене в Халеб (1967) и архитектура в Нидерландия (1972). В периода 1983 – 1987 е председател на градския съвет в Халеб, губернатор на Хомс от 1993 до 2000 г.
През март 2000 г. е избран за член на ЦК на управляващата в Сирия Партия Баас и за вицепремиер на страната, а през март 2003 г. – за председател на сирийския парламент. От 10 септември 2003 г. до 2011 г. е министър-председател на Сирия.
Говори свободно английски и френски. Женен е, има 4 деца.